# RC5
RC5 je symetrická kryptografická šifra, kterou v roce 1994 navrhl Ronald Linn Rivest. Na rozdíl od ostatních šifer má RC5 promněnlivou velikost bloků (32, 64, 128 bitů), velikost klíče se pohybuje od 0 do 2040 bitů.
Na šifře RC5 byl založen algoritmus RC6.